# 寺門嘉之
寺門 嘉之（てらかど よしゆき、1970年 - ）は、日本のライフセービング選手（ライフセーバー）。海上保安官で第三管区海上保安本部羽田特殊救難基地の元特殊救難隊隊長。2016年1月現在は第二管区海上保安本部宮城海上保安部所属で巡視船くりこまの主任航海士兼潜水班長。階級は二等海上保安正。
大学時代からライフセービング部に入部しインカレ・各種ライフセービング大会等で活躍する。1990年環太平洋ライフセービング大会日本代表。

## 経歴
- 1985年（昭和60年） 桶川市立桶川西中学校卒業。
- 1985年（昭和60年） 埼玉県立上尾高等学校普通科入学。野球部所属。
- 1988年（昭和63年） 埼玉県立上尾高等学校卒業。
- 1988年（昭和63年） 日本体育大学体育学部社会体育学科入学。ライフセービング部所属。
- 1992年（平成4年） 日本体育大学体育学部社会体育学科卒業。
- 1992年（平成4年） 海上保安学校入学。京都府舞鶴市。
- 1993年（平成5年） 海上保安学校卒業。横浜海上保安部、巡視船のじま航海士補として乗船勤務。
- 1994年（平成6年） 2か月の研修を経て、潜水士となる。阪神・淡路大震災での潜水捜索、救援活動実施。
- 1995年（平成7年） 羽田特殊救難基地、特殊救難隊発令。
- 2000年（平成12年） 横浜海上保安部で巡視船やしま航海士補兼降下員発令。
- 2001年（平成13年） 特修科（初級幹部研修）。広島県呉市、海上保安大学校。
- 2002年（平成14年） 特修科修了。
- 2002年（平成14年） 鳥羽海上保安部で巡視船いすず主任航海士兼潜水班長発令。
- 2003年（平成15年） 羽田特殊救難基地で特殊救難隊発令。
- 2004年（平成16年） 特殊救難隊副隊長発令。
- 2006年（平成18年） 特殊救難隊隊長発令。
- 現在、第二管区海上保安本部宮城海上保安部で巡視船くりこま主任航海士兼潜水班長（2016年1月現在）。